# Felicia Day
Kathryn Felicia Day (ur. 28 czerwca 1979 w Huntsville, Alabama) – amerykańska aktorka, także głosowa, piosenkarka, pisarka i streamerka. Najbardziej znana jest jako twórczyni, gwiazda, scenarzystka i producentka oryginalnej serii internetowej The Guild (2007-2013), luźno bazującej na jej życiu jako gracza. Zagrała także w Dragon Age: Redemption  (2011). Day była członkiem zarządu International Academy of Web Television od grudnia 2009 do końca lipca 2012 roku.
Grała Vi w serialu Buffy: Postrach wampirów (2003) i Dr. Holly Marten w Eureka (2011), a także zagrała jako Charlie Bradbury w serialu Nie z tego świata (2012-2015). Wystąpiła także w filmach takich jak Dziewczyny z drużyny 2 (2004). W kwietniu 2017 roku zaczęła występować jako Kinga Forrester w Mystery Science Theater 3000.
W 2018 roku odwiedziła Polskę z okazji Pyrkonu.

## Życiorys
Urodziła się w Huntsville w Alabamie. Karierę aktorską rozpoczęła w wieku 7 lat, kiedy wystąpiła jako Scout w lokalnej produkcji To Kill a Mockingbird. Uczyła się profesjonalnie śpiewu operowego i baletu, występując na koncertach i konkursach w całym kraju. Przez większość swojego dzieciństwa uczyła się w domu. Zaczęła naukę w college’u wieku 16 lat.
Dostała stypendium National Merit Scholar (1995). Jako znakomita skrzypaczka, Day została przyjęta do Juilliard School of Music, ale wybrała studia na University of Texas w Austin, dostając pełne stypendium. Ukończyła szkołę w wieku 19 lat, jako jedna z 4% najlepszych osób w swojej grupie. Jest zapalonym graczem wielu gatunków gier wideo. Większość jej prac nad serialem internetowym The Guild opierała się na jej osobistym doświadczeniu, zwłaszcza gdy grała w World of Warcraft.

## Nagrody
We wrześniu 2008 roku ,TV Week umieścił ją na liście Top 10 Web Video Creators.
Podczas inauguracyjnych nagród Streamy Awards, które odbyły się w Los Angeles 28 marca 2009 roku, Day otrzymała nagrodę dla „Best Female Actor in a Comedy” za rolę Cyd Sherman w serialu internetowym The Guild. Ponownie zdobyła tę samą nagrodę w 2010 roku.
She was also recognized for her work on Dr. Horrible's Sing-Along Blog in 2009. Day was also nominated for the Best Guest Appearance Award for the 3rd Streamy Awards.
| Rok  | Nagroda                 | Kategoria                                                             | Dzieło    | Wynik     |
| ---- | ----------------------- | --------------------------------------------------------------------- | --------- | --------- |
| 2009 | 1st Streamy Awards      | Best Female Actor in a Comedy Web Series                              | The Guild | wygrana   |
| 2009 | 1st Streamy Awards      | Best Ensemble Cast in a Web Series (shared with the rest of the cast) | The Guild | wygrana   |
| 2009 | 1st Streamy Awards      | Best Writing in a Comedy Web Series                                   | The Guild | nominacja |
| 2010 | 2nd Streamy Awards      | Best Female Actor in a Comedy Web Series                              | The Guild | wygrana   |
| 2010 | 2nd Streamy Awards      | Best Ensemble Cast in a Web Series (shared with the rest of the cast) | The Guild | nominacja |
| 2010 | 2nd Streamy Awards      | Best Writing in a Comedy Web Series                                   | The Guild | nominacja |
| 2012 | Inaugural IAWTV Awards  | Best Writing (Comedy)                                                 | The Guild | wygrana   |
| 2012 | Inaugural IAWTV Awards  | Best Female Performance (Comedy)                                      | The Guild | wygrana   |
| 2013 | 2nd Annual IAWTV Awards | Best Writing (Non-Fiction)                                            | The Flog  | wygrana   |
| 2013 | 3rd Streamy Awards      | Best Writing – Comedy                                                 | The Guild | nominacja |
| 2013 | 3rd Streamy Awards      | Best Guest Appearance                                                 | MyMusic   | nominacja |

## Filmografia

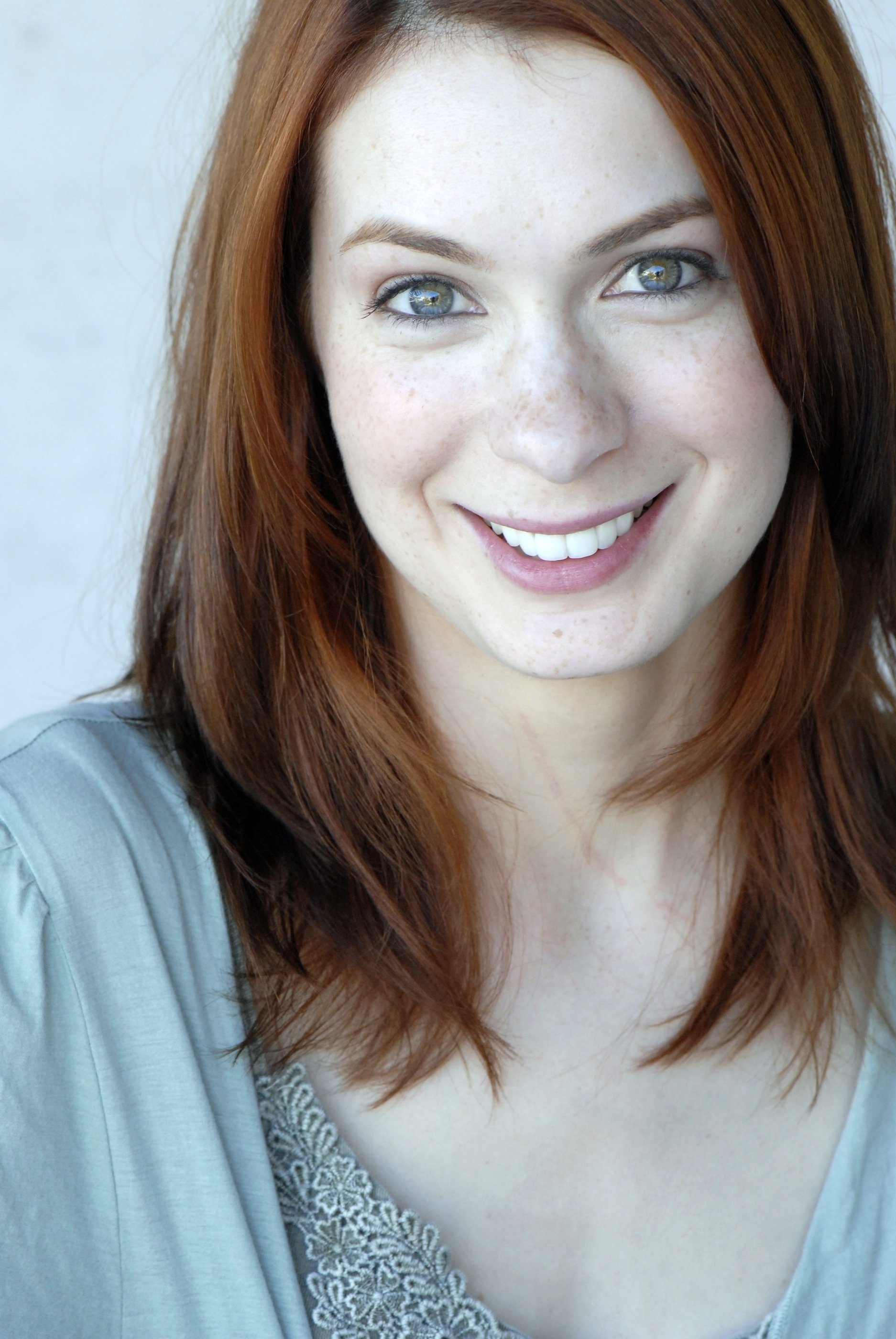
Felicia Day w Los Angeles

### Film
| Rok  | Tytuł                 | Rola                 | Inne      |
| ---- | --------------------- | -------------------- | --------- |
| 2001 | Strings               |                      |           |
| 2003 | Delusional            |                      |           |
| 2003 | Backslide             | Maddie               |           |
| 2004 | The Mortician's Hobby | Tiffany              |           |
| 2004 | Bring It On Again     | Penelope             |           |
| 2004 | Final Sale            | Felicia              |           |
| 2005 | Short Story Time      | Felicia              |           |
| 2006 | God’s Waiting List    | Trixie               |           |
| 2007 | Splitting Hairs       | Sugar Girl           |           |
| 2008 | Prairie Fever         | Blue                 |           |
| 2008 | Dear Me               | Pipsy                |           |
| 2010 | Red: Werewolf Hunter  | Virginia Sullivan    |           |
| 2011 | Rock Jocks            | Alison               |           |
| 2014 | Lust for Love         | Mary                 |           |
| 2017 | Chew                  | Ameila Mintz (voice) | Filmowała |

### Telewizja/internet
| Rok       | Tytuł                                           | Rola                               | Inne |
| --------- | ----------------------------------------------- | ---------------------------------- | --- |
| 2001      | Emeril (serial telewizyjny z 2001)              | Cherie                             | Odcinek: „Whose Life Is It Anyway?” |
| 2002      | Odlotowa małolata (serial TV)                   | Cookie                             | Odcinek: „The Crazy-Girl Episode” |
| 2002      | House Blend                                     | Pam                                | Film TV |
| 2002      | They Shoot Divas, Don't They?                   | Call Girl                          | Film TV |
| 2003      | Buffy: Postrach wampirów                        | Vi                                 | 8 odcinków |
| 2003      | For the People                                  | Nicole                             | Odcinek: „Nexus” |
| 2003      | Studenciaki                                     | Sheila                             | Odcinek: „God Visits” |
| 2004      | Century City (serial TV)                        | Sheryl                             | Odcinek: „The Haunting” |
| 2004      | Strong Medicine                                 | Jesse's Friend                     | Odcinek: „Positive Results” |
| 2004      | One on One (serial TV)                          | Sarah                              | Odcinek: „We'll Take Manhattan” |
| 2004      | June                                            | June Marie Jacobs                  | Film TV |
| 2005      | Warm Springs                                    | Eloise Hutchinson                  | Film TV |
| 2005      | Mystery Woman: Vision of a Murder               | Emily                              | Film TV |
| 2005      | Detektyw Monk                                   | Heidi Gefsky                       | Odcinek: „Mr. Monk Gets Drunk” |
| 2006      | Fuks                                            | Danielle                           | Odcinki: „Changing Partners” „Crash Into You” |
| 2006      | Miłość z o.o.                                   | Natalie                            | Odcinek: „Hello, Larry” |
| 2007–2013 | The Guild                                       | Cyd Sherman/Codex                  | Serial internetowy, twórca |
| 2008–2010 | The Legend of Neil                              | Fairy                              | Serial internetowy, 5 odcinków |
| 2008      | Dr. House                                       | Apple                              | Odcinek: „Not Cancer” |
| 2008      | Retarded Policeman #7.5: Fish                   | Felicia Day                        | |
| 2008      | Dr. Horrible's Sing-Along Blog                  | Penny                              | Serial internetowy |
| 2009      | Roommates                                       | Alyssa                             | 3 odcinki |
| 2009      | Moje chłopaki                                   | Heather                            | Odcinki: „Madder of Degrees” |
| 2009      | Dollhouse                                       | Mag                                | Odcinki: „Epitaph One” „Epitaph Two: Return” |
| 2009      | IRrelevant Astronomy                            | Felicia Day                        | Odcinek: „Behind the Scenes: When Galaxies Collide” |
| 2009      | Magia kłamstwa                                  | Ms. Angela                         | Odcinek: „Tractor Man” |
| 2009      | Szpital Three Rivers                            | Jeni                               | Odcinek: „A Roll of the Dice” |
| 2010      | A Comicbook Orange                              | Felicia Day                        | Odcinek: „Felicia Day & Viking” |
| 2010      | The Webventures of Justin & Alden               | Felicia Day                        | |
| 2010      | Generator Rex                                   | Annie                              | Odcinek: „Operation: Wingman” |
| 2011      | Dragon Age: Redemption                          | Tallis                             | Pisarz i współproducent |
| 2011      | Generator Rex                                   | Annie                              | Odcinek: „Haunted” |
| 2011      | The Big Chew                                    | Marjorie                           | Produkcja YouTube |
| 2011      | Eureka                                          | Dr. Holly Marten                   | 18 odcinków |
| 2012–2018 | Nie z tego świata                               | Charlie Bradbury/Celeste Middleton | Odcinki: 7x20: „The Girl with the Dungeons and Dragons Tattoo” 8x11: „LARP and the Real Girl” 8x20: „Pac-Man Fever” 9x04: „Slumber Party” 10x11: „There's No Place Like Home” 10x18: „Book of the Damned” 10x21: „Dark Dynasty” 13x18: „Bring 'em Back Alive” |
| od 2012   | The Flog                                        | Felicia Day                        | Weekendowy vlog na Geek & Sundry |
| od 2012   | Vaginal Fantasy                                 | Felicia Day                        | Geek & Sundry |
|           | Tabletoo                                        | Felicia Day                        | Serial internetowy. Odcinki: „Munchkin”, „Elder Sign”, „Last Night on Earth”, „The Resistance”, „Lords of Waterdeep”, „Unspeakable Words”, „Fortune and Glory”, „Forbidden Desert”, „Love Letter/Coup”                                                        |
| 2012      | Akwalans                                        | Angela (głos)                      | Odcinki: „Send Me an Angel Fish”, „Guys' Night Out”, „Oscar is a Playa”, „Fish Prom” |
|           | MyMusic                                         | Gorgol                             | Odcinek: „INVISIBLE!" Serial internetowy |
|           | Dan Vs.                                         | The Boss                           | Odcinek: „Dan vs. The Boss” |
|           | The High Fructose Adventures of Annoying Orange | Ginger/Peach                       | Odcinki: „Sir Juice Alot”, „Founding Fruits”, „Fruit Plane”, „Girls vs. Boys” |
|           | Husbands                                        | Sexy Pizza Girl                    | Serial internetowy |
|           | My Gimpy Life                                   | Felicia                            | Dwa odcinki: „Inspirational” and „Crowd"” Serial internetowy |
|           | YOMYOMF                                         | Felicia Day                        | Odcinek: „KevJumba Takes the SAT w/ Felicia Day” Seria YouTube |
|           | The Game Station Podcast                        | Felicja Day                        | Odcinek: „Episode 27” Seria Youtube |
|           | Rewind YouTube Style 2012                       | Carly Rae Jepsen                   | Pojedynczy materiał na Youtube |
| 2013      | Felicia's Ark                                   | Felicia Day                        | Seria Youtube |
| 2013      | Co-Optitude                                     | Felicia Day                        | Seria Youtube |
| 2013      | Spellslingers                                   | Felicia Day                        | Odcinki: „Day vs. Felicia Day” „Day vs. Alan Tudyk, Felicia Day, and Ryon Day” Seria Youtube |
| 2013      | Outlands                                        | 84                                 | Seria Youtube |
| 2015      | Critical Role                                   | Lyra                               | Odcinki: „Trial of the Take: Part 1 & 2” |
| 2015      | Rooster Teeth Podcast                           | #337                               | Seria Youtube |
| 2015–2017 | Con Man                                         | Karen                              | Serial internetowy 5 odcinków |
| 2016      | Między nami, misiami                            | Karla (głos)                       | Odcinek: „The Island” |
| 2016      | Bibliotekarze                                   | Charlotte                          | Odcinek: „And the Tears of a Clown” |
| 2017      | Mystery Science Theater 3000                    | Kinga Forrester                    | 14 odcinków |
| 2017      | Pora na przygodę!                               | Betty (głos)                       | Serial TV, 7 odcinków |
| 2017      | My Little Pony: Przyjaźń to magia               | Pear „Buttercup” Butter (voice)    | Serial TV, odcinek: The Perfect Pear |
| 2017      | Stretch Armstrong and the Flex Fighters         | Erika                              | rola głosowa, serial TV |
| od 2017   | Skylanders Academy                              | Cynder (głos)                      | Serial Netflix |
| 2017      | The Game Awards                                 | Felicia Day                        | prezenterka |
| 2018      | Magicy                                          | Poppy Kline                        | 3 odcinki |

## Życie prywatne
3 stycznia 2017 roku Day ogłosiła w mediach społecznościowych, że jest w ciąży i urodzi w ciągu kilku następnych tygodni. W dniu 30 stycznia 2017 roku poinformowała, że urodziła się jej córka, Calliope Maeve.

## Day jako pisarka
Day jest autorką pamiętnika You're Never Weird on the Internet (Almost), a także licznych innych prac, związanych z serialem internetowym The Guild.